# Plasma-Immersions-Ionenimplantation

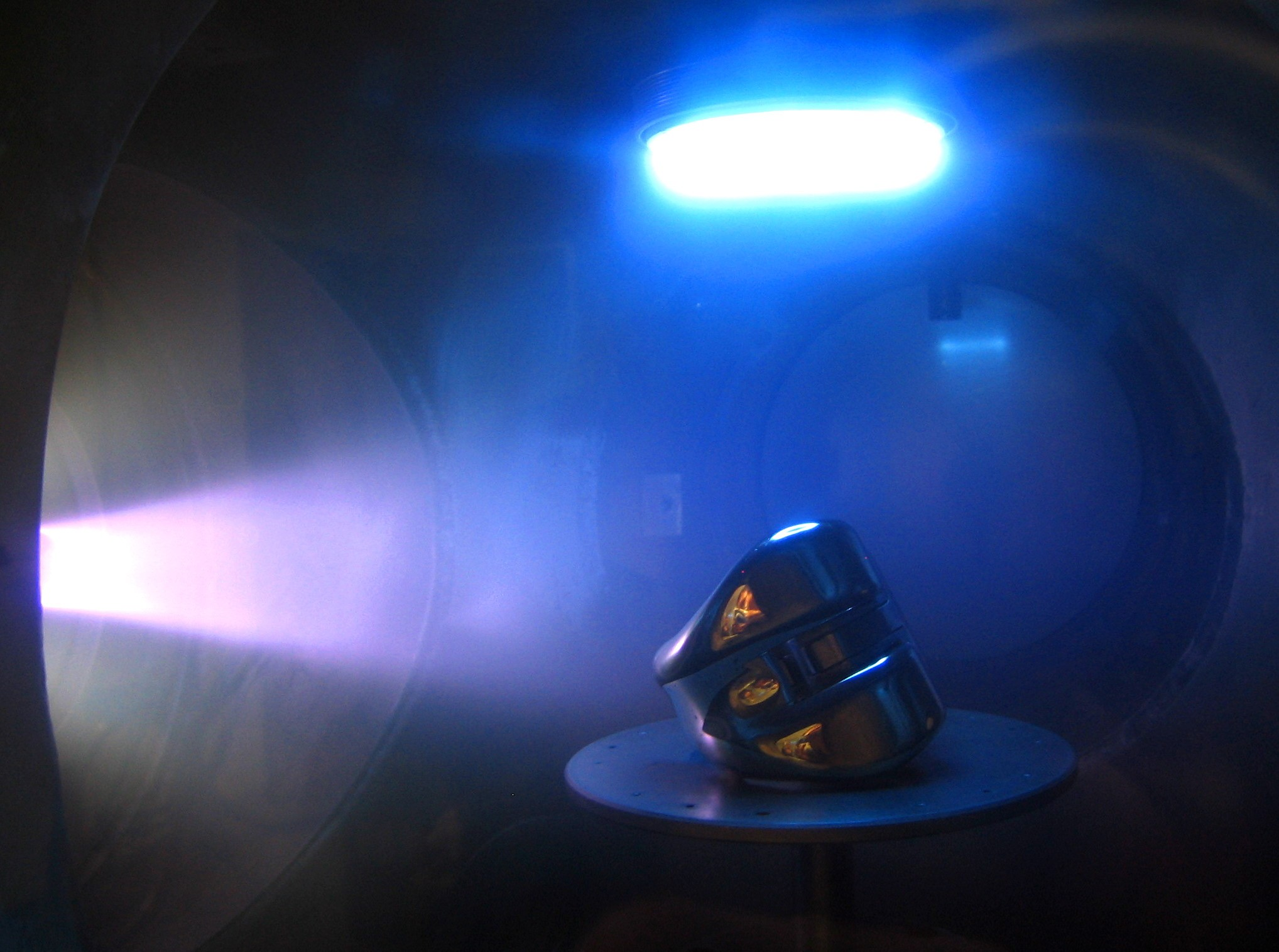
Kniegelenk im PiiiD-Prozess mit einer ECR-Plasmaquelle und einem Sputtermagnetron mit Ag-Target

Bei der Plasma-Immersions-Ionenimplantation handelt es sich um ein Vakuumverfahren zur meist großflächigen Implantation von Ionen in Festkörperoberflächen. Es ist daher eng verwandt mit der Ionenimplantation. Das wesentlichste Merkmal ist das direkte Einbringen der zu behandelnden Materialien in ein Plasma, daher der Begriff „Immersion“. Häufig werden für das Verfahren unterschiedliche synonyme Begriffe oder Abkürzungen verwendet, von denen einige im Folgenden aufgelistet sind:
- Plasma-Immersions-Ionenimplantation, kurz PIII, P3I oder PI³; im Englischen spricht man von p-triple-i oder p-i-cube
- Plasma-basierte Ionenimplantation, PBII
- Plasmaionenimplantation, kurz PII oder PI²
- engl. plasma ion immersion processing, PIIP
- Wenn das Verfahren in Kombination mit einer gleichzeitigen Schichtabscheidung angewandt wird (siehe PVD und CVD), dann wird häufig ein „&D“ (engl. … and deposition) angehängt, also zum Beispiel PIII&D.

## Grundprinzip
Das Grundprinzip der Plasma Immersions Ionenimplantation besteht darin, ein Werkstück in ein Plasma einzutauchen und durch das Anlegen von negativen Hochspannungspulsen Ionen aus dem Plasma herauszuziehen und in Richtung des Werkstücks zu beschleunigen. Dadurch werden die Ionen in die Werkstücksoberfläche implantiert. Während des Hochspannungspulses kommt es zur Ausbildung einer sogenannten Randschicht, welche die Ionen liefert und sich ausgehend vom Werkstück in das Plasma ausbreitet. In den Pulspausen regeneriert sich das Plasma um das Werkstück, sodass beim nächsten Hochspannungspuls wieder Ionen zur Verfügung stehen.
Um Plasma Immersions Ionenimplantation betreiben zu können, benötigt man eine Anlage, die aus folgenden grundlegenden Teilen besteht:
1. Ein Vakuumgefäß mit einem gegenüber der Kammerwand elektrisch isolierten Probenhalter und der notwendigen Ausrüstung zur Vakuumerzeugung (Vakuumpumpen, Druckmessung). Typische Arbeitsdrücke für die PIII liegen im Bereich von 0,1 bis 1 Pa. Höhere Drücke werden in der Regel vermieden, da sonst das Risiko eines elektrischen Überschlags steigt. Aus dem gleichen Grund muss die Geometrie der Vakuumkammer sowie die Isolation des Probenhalters so gestaltet sein, dass sie Spannungen von mehreren 10 kV standhalten können.
2. Eine Plasmaquelle zur Erzeugung des Plasmas sowie regelbare Gaszuflüsse. Das verwendete Gas oder Gasgemisch wird abhängig von der gewünschten Ionensorte gewählt. Typische Beispiele sind Stickstoff zur Implantation von Stickstoffionen oder Ethin zur PIII&D von Kohlenstoffschichten. Zur Plasmaerzeugung können im Prinzip beliebige Methoden eingesetzt werden. Gängig sind kapazitiv oder induktiv gekoppelte RF-Entladungen oder Mikrowellen-ECR-Quellen sowie Magnetrons oder Lichtbogenverdampfer (engl. arc evaporation) zur Plasmaerzeugung aus Feststoffen. Eine weitere Möglichkeit besteht darin, durch den Hochspannungspuls selbst ein Plasma zu zünden, man spricht dann von einer gepulsten Glimmentladung (engl. pulsed glow discharge, PGD).
3. Ein Hochspannungs-Pulsgenerator. Eine derartige Spannungsquelle muss in der Lage sein, möglichst rechteckförmige, negative Spannungspulse im mittleren Kilovolt-Bereich zu erzeugen. Typisch sind 1 kV, in Einzelfällen werden aber auch bis zu 100 kV erzeugt. Die Pulslängen liegen im Bereich von einigen Mikrosekunden und Wiederholraten im Bereich von 1 kHz. Je nach Größe des Werkstücks und Probenhalters fließen zeitgemittelt Ströme von einigen 10–100 mA über das Plasma, wobei die Stromspitze beim Laden der näherungsweise kapazitiven Last bis zu einigen 100 A betragen kann! Daraus ergeben sich Leistungen im Kilowatt-Bereich. Ein besonderes Qualitätsmerkmal für Hochspannungs-Pulsgeneratoren sind die Schaltzeiten, insbesondere die Pulsanstiegszeit. Je schneller der Puls die Nennspannung erreicht, umso geringer ist der Anteil an niederenergetischen Ionen.